# شريان بنكرياسي اثنا عشري سفلي
شريان بنكرياسي إثنا عشري سفلي هو فرع من شريان مساريقي علوي.